# تپه‌های انزاب
تپه‌های انزاب مربوط به دوران‌های تاریخی پیش از اسلام است و در جاده اصلی اردبیل به طرف روستای دولت‌آباد واقع شده و این اثر در تاریخ ۱۶ تیر ۱۳۶۴ با شمارهٔ ثبت ۱۶۴۰ به‌عنوان یکی از آثار ملی ایران به ثبت رسیده است.